# Automatic Freaszy Crew
Die Automatic Freaszy Crew war eine in den 1980er Jahren in Ost-Berlin, Leipzig und Dessau aktive Breakdance-Formation. Zusammen mit den Zulu Boyz gelten sie als Wegbereiter des Hip-Hop in der DDR. 
Bis zur politischen Wende 1989 wurde die Formation vom Ministerium für Staatssicherheit observiert. Die DDR-Funktionäre betitelten sie als Abbild von dekadenter und imperialistischer Subkultur. Nach der Wende tritt die Automatic Freaszy Crew auch im Westen auf. 2007 und 2008 entstanden eine ARD-Dokumentation und eine Ausstellung über die Automatic Freaszy Crew. 